# آنتونی مزونیال
آنتونی مزونیال (انگلیسی: Anthony Maisonnial؛ زادهٔ ۲۳ مارس ۱۹۹۸) بازیکن فوتبال اهل فرانسه است.
از باشگاه‌هایی که در آن بازی کرده‌است می‌توان به باشگاه فوتبال سن-اتین، باشگاه فوتبال سیون، و باشگاه فوتبال پاریس اف سی اشاره کرد.
وی همچنین در تیم‌های ملی فوتبال زیر ۱6 سال فرانسه، زیر ۱۷ سال فرانسه، زیر ۱۸ سال فرانسه، زیر ۱۹ سال فرانسه، و زیر ۲۰ سال فرانسه بازی کرده‌است.